# Conocephalus longiceps
Conocephalus longiceps är en insektsart som först beskrevs av Louis Albert Péringuey 1916.  Conocephalus longiceps ingår i släktet Conocephalus och familjen vårtbitare. Inga underarter finns listade i Catalogue of Life.